# Comtat de Noyon
El comtat de Noyon fou una jurisdicció feudal de França. Inicialment el territori del comtat estava inclòs dins el comtat de Vermandois però els bisbes locals tenien molt de poder que havien adquirit per la proximitat a Soissons (que fou capital merovíngia) i després com a lloc on fou coronat Carlemany com a rei dels francs el 768 i més tard el 3 de juliol del 987 el rei Hug Capet.
El bisbat hauria existit vers el segle iii amb seu a Vermand (Veromanduorum civitas) però no hi ha certesa de la seva existència fins al segle v. Al segle vi la residència del bisbe fou traslladada de Vermand a Noyon per sant Medard, el bisbe local, no se sap si perquè era originari de la zona o per estar més proper a la capital merovíngia de Soissons; tot i el canvi de la residència episcopal la capital del bisbat romania Vermand, i així va ser fins al segle VII quan Noyon va començar a ser considerada la capital. Des del 532 quan sant Medard fou nomenat bisbe de Tournai, les dues seus van restar unides i això va durar fins al 1146 quan el papa Eugeni III va erigir Tournai en diòcesi separada; en compensació d'aquesta pèrdua el territori del bisbat, que els bisbes tenien en feu del rei, del comte i altres senyors, fou erigit en comtat pairia vers 1175; el comte de Noyon tindria dret en les coronacions del reis, a portar el cinturó reial. El bisbat va existir fins al 1790 quan es van crear tres bisbats: Amiens, Soissons i Beauvais.

## Llista de bisbes

### Seu a Vermand
- Hilari I
- Martí
- Germà
- Màxim o Maximí
- Fossoni o Cosoni
- Hilari II
- Domicià o Divicià
- Remedi
- Mercuri ou Mercori o Mercanci o Mereó
- Pròmot
- 511: Sofroni
- Alomer

## Seu aTournai
- abans del 540: sant Eleuteri (Eleuteri de Tournai)
- esmentat el 549 i 552: Agreci
- vers 531-545: sant Medard

## Seu aNoyon
- 545-556 Sant Medard, abans bisbe de Tournai (vers 531-545) va unir les dues diòcesis de Noyon i Tournai el 545.
- Faustí
- Gondulf
- 575: Crasmar
- Evrul
- Bertimond o Bertond
- vers 621/626 - vers 638/640: Sant Acari
- 640/646 - 659/665: Sant Eloi (nascut 588)
- 659/665 - 683/693: Sant Mummolí (Mummolenus)
- vers 700: Gondoí
- vers 700: Antgari o Autgari (possible predecessor de Gondoí en lloc de successor)
- vers 715: Crasmar (no apareix a algunes llistes)
- vers 721: Garul o Garulf
- vers 723: Framenger
- vers 730: Hunuan
- vers 741: Guiu
- vers 742: Sant Eunuci
- vers 748: Eliseu
- vers 756/765: Adelfred
- ? : Didó o Dodó
- 769 - v. 782: Gislebert
- vers 798/799: Pleó o Plereó o Fileó
- vers 815: Wendelmar o Wandelmar
- vers 830/838: Ronegari o Rantgari o Ragenari
- vers 830/838: Ficard o Alcar o Acard
- 840 - 860: Immó o Emmó
- 860 - †879: Rainelm o Rainelmum
- 880 - †902: Heidiló o Hedil·ló
- 909: Rambert o Raubert
- 915 - †932: Airard o Airald
- 936 - †937: Walbert
- 937 - 950: Transmar
- 950 - †951: Rodulf o Rodolf
- 952 - 953: Flodoard[1]
- 954 - 955: Fulquer o Fulcari
- 955 - 977: Hadulf o Adolf
- 977 - 988: Liudolf, fill del comte Albert I de Vermandois
- 989 - 997: Radbod I
- 1000 - 1030: Harduí de Croï
- 1030 - 1044: Hug
- 1044/1045- 1068: Balduí I[2]
- 1068 - 1098: Radbod II
- 1098 - 1113: Baudry
- 1114 - 1122: Lambert
- 1123 - 1148: Simó I de Vermandois, darrer bisbe de Noyon-Tournai (1146) i primer només de Noyon.
- 1148-1167: Balduí II de Boulogne
- 1167-1174 o 1175: Balduí III de Beuseberg
- 1175-1188 : Renald, primer bisbe par.
- 1188-1221 : Esteve I de Nemours
- 1222-1228 : Gerard de Bazoches
- 1228-1240 : Nicolau de Roye
- 1240-1249 : Pere I Charlot
- 1250-1272 : Vermond de La Boissière
- 1272-1297 : Guiu II des Prés (Prez)
- 1297-1301 : Simó II de Clermont-Nesle
- 1301-1303 : Pere II de Ferrières, després arquebisbe d'Arles (1303)
- 1304-1315 : Andreu le Moine de Crécy, germà de cardenal Lemoine
- 1315-1317 : Florent de la Boissière, va renunciar el 1317.
- 1317-1331 : Folcald de Rochechouart, després arquebisbe de Bourges (1331)
- 1331-1338 : Guillem I Bertran, després bisbe de Bayeux (1338)
- 1338-1339 : Esteve II Aubert, cardenal, després papa Innocenci VI (1352-1362).
- 1339-1342 : Pere III d'André, després bisbe de Clarmont (1342)
- 1342-1347 : Bernat Brion (o Le Brun), després bisbe d'Auxerre (1347)
- 1347-1349 : Guiu III de Comborn
- 1349-1350 : Firmin Coquerel
- 1350-1351 : Felip I d'Arbois, després bisbe de Tournai (1351)
- 1351-1352 : Joan I de Meulan, després arquebisbe de París (1352)
- 1352-1388 : Gil de Lorris
- 1388-1409 : Felip II de Moulins (o Moulin), abans bisbe d'Évreux (1388)
- 1409-1415 : Pere IV Fresnel, abans bisbe de Meaux (1409), després bisbe de Lisieux (1415)
- 1415-1424 : Raül de Coucy, net de Guillem de Coucy († 1335), abans bisbe de Metz
- 1425-1473 : Joan II de Mailly
- 1473-1501 : Guillem II Marafin
- 1501-1525 : Carles I d'Hangest
- 1525-1577 : Joan III d'Hangest
- 1577-1588 : Claudi I d'Angennes de Rambouillet
- 1588-1590 o 1593 : Gabriel le Genevois de Bleigny (Blaigny)
- 1590-1594 : Joan IV Meusnier (Munier)
- 1594-1596 : Francesc Aníbal d'Estrées
- 1596-1625 : Carles II de Balsac (Balzac)
- 1625: Gil de Lourmé
- 1626-1660 : Henri de Baradat
- 1661-1701 : Francesc de Clermont-Tonnerre
- 1701-1707 : Claudi Maure d'Aubigné, després arquebisbe de Rouen (1707)
- 1707-1731 : Carles Francesc de Chateauneuf de Rochebonne
- 1731-1733 : Claudi II de Rouvroy de Saint-Simon
- 1734-1766 : Joan Francesc de La Cropte de Bourzac
- 1766-1777 : Charles de Broglie
- 1778-1790: Lluís Andreu de Grimaldi, darrer bisbe comte i par de Noyon. Diòcesi suprimida el 12 de juliol de 1790. Mort à Londres el 1808.

## Bibliographie
- La Grande Encyclopédie (LGE), tome XXXI, pàg. 241
- Paul Belouino, Dictionnaire général et complet des persécutions souffertes par l'Église catholique.